# کریستیان گکلومف
کریستیان گکلومف (بلغاری: Кристиан Цветанов Голомеев؛ زادهٔ ۴ ژوئیهٔ ۱۹۹۳) شناگر اهل یونان است.
وی در مسابقات کشوری و بین‌المللی در مجموع برندهٔ ۲ مدال طلا، ۳ مدال نقره و ۲ مدال برنز شده‌است.